# Katoma (Geita)
Katoma è una circoscrizione rurale (rural ward) della Tanzania situata nel distretto di Geita, regione di Geita. Conta una popolazione di 19 635 abitanti (censimento 2012).